# Bregmaceros houdei
Bregmaceros houdei är en fiskart som beskrevs av Saksena och Richards, 1986. Bregmaceros houdei ingår i släktet Bregmaceros och familjen Bregmacerotidae. Inga underarter finns listade.